# エウロヒオ・マルティネス
エウロヒオ・ラミーロ・マルティネス（Eulogio Ramiro Martínez、1935年6月11日 - 1984年9月30日）は、パラグアイ・アスンシオン出身の元サッカー選手。現役時代のポジションはFW。元パラグアイ代表、元スペイン代表。

## 経歴
1956年、23歳のときにパラグアイのクルブ・リベルタからFCバルセロナに移籍し、在籍6シーズンで公式戦225試合に出場して168得点を記録した。また、1957年のヨーロピアン・カップ準決勝のレアル・マドリードとのエル・クラシコでは、途中出場から15分でハットトリックを達成し、クラブの決勝進出に貢献した。バルセロナでは、相手の守備陣を切り裂いて得点を奪う姿から、サポーターが親しみを込めて「Abrelatas」 (缶切り)と呼んでいた。
バルセロナ退団後は、エルチェCFやアトレティコ・マドリードに短期間在籍したが、目立った功績は残せなかった。
パラグアイ代表として9試合に出場した後の1959年、スペイン代表に帰化し、1962 FIFAワールドカップに出場した。